# Sherzod Shermatov

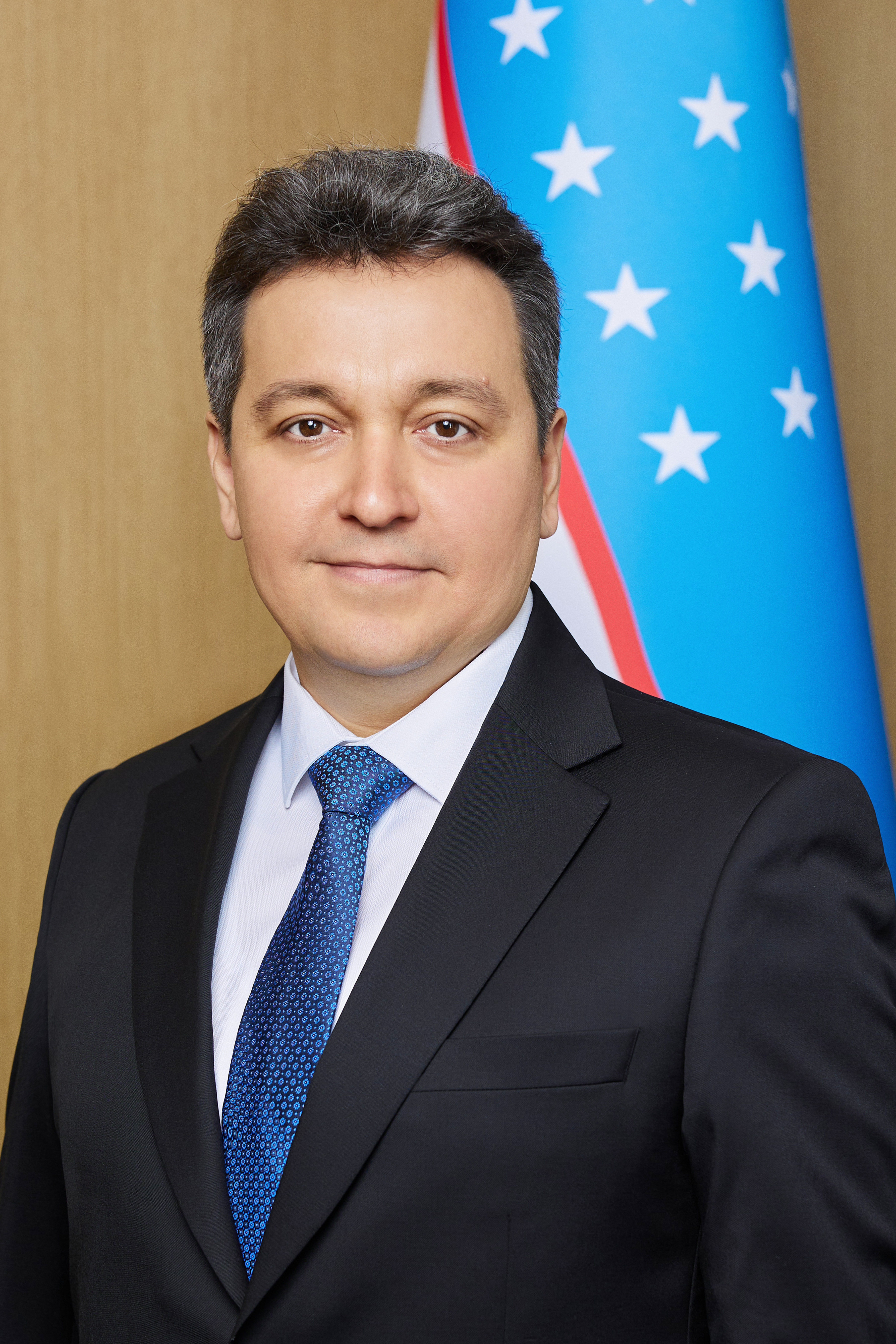
Sherzod Shermatov

Sherzod Khotamovich Shermatov (usbekisch Sherzod Xotamovich Shermatov; geboren am 7. April 1977 in Taschkent) ist ein usbekischer Politiker. Seit 2018 ist er Minister für öffentliche Bildung der Republik Usbekistan.

## Leben
1998 absolvierte er die Taschkenter Staatliche Technische Universität und 2000 die Yale University.
Von 2000 bis 2001 war er Chefökonom der Hauptabteilung für Geldwirtschaft des Finanzministeriums der Republik Usbekistan. Von 2001 bis 2002 war er als führender Spezialist und dann als Chefspezialist des Ministerkabinetts der Republik Usbekistan tätig. In den Jahren 2004 und 2005 war er an der „Initiative zur Digitalen Entwicklung“, einem gemeinsamen Projekt der Vereinten Nationen und der Regierung der Republik Usbekistan, beteiligt.
2005 wurde er zum Assistenten des Ersten stellvertretenden Ministerpräsidenten der Republik Usbekistan ernannt.
Ebenfalls 2005 leitete er das Projekt des Entwicklungsprogramms der Vereinten Nationen und der Regierung der Republik Usbekistan, „Entwicklung von Informations- und Kommunikationstechnologien in Usbekistan“. Von 2005 bis 2008 war er in der Beratung zu Wissensmanagement und Lösungen im Bereich der Informations- und Kommunikationstechnologien tätig.
2008 war er Leiter der Informations- und Analyseabteilung für Informationssysteme und Telekommunikation des Ministerkabinetts der Republik Usbekistan. Von 2010 bis 2012 war er führender Inspektor, Hauptinspektor des Organisations- und Personaldienstes des Amtes des Präsidenten der Republik Usbekistan.
Von 2012 bis 2014 war er stellvertretender Vorsitzender des staatlichen Ausschusses für Kommunikation, Informatisierung und Telekommunikationstechnologien (jetzt Mininfocom). Ab 2014 arbeitete er als Rektor der Toshkent shahridagi INHA universiteti. Von November 2016 bis Februar 2017 war er der erste stellvertretende Minister für die Entwicklung von IT und Kommunikation.
2018 war er stellvertretender Minister für innovative Entwicklung der Republik Usbekistan. Am 20. Juni 2018 ernannte der Präsident von Usbekistan, Shavkat Mirziyoyev, ihn zum Minister für öffentliche Bildung der Republik Usbekistan.